# Pesterzsébet-Szabótelep
Pesterzsébet-Szabótelep est un quartier situé dans le 20e arrondissement de Budapest. 